# الخنساء (الرقة)
الخنساء قرية سورية تتبع ناحية سلوك في منطقة تل أبيض في محافظة الرقة. بلغ عدد سكانها 120 نسمة في عام 2004 حسب إحصاء المكتب المركزي للإحصاء.